# ديانا أبكار
ديانا أبكار (بالأرمينية: Դիանա Աբգար) مواليد 12 أكتوبر 1859 - 8 يوليو 1937) كاتبة ودبلوماسية وسفيرة جمهورية أرمينيا الأولى في 1918-1920. وهي أول امرأة دبلوماسية أرمنية وربما أول امرأة تم تعيينها في أي منصب دبلوماسي.